# Ojáncanu
El ojáncanu es un monstruo maligno de la mitología cántabra.

## Características
Infortunio de Cantabria, personifica el mal entre los cántabros y representa la maldad, la crueldad y la brutalidad. De carácter salvaje, fiero y vengativo, esta criatura habita en las profundas y lúgubres grutas de los parajes más recónditos de La Montaña, cuyas entradas suelen estar cerradas con maleza y grandes rocas. Los más viejos contaban que daba miedo ver al ojáncanu andar por encima de la nieve en las noches claras de enero. La mitología recoge la creencia de que los desfiladeros y barrancos han sido hechos por estos míticos personajes. 

Ojalá te quedes ciegu,
ojáncanu malnacíu,
pa arrancarte el pelu blancu
y te mueras maldecíu.
Dicho popular.

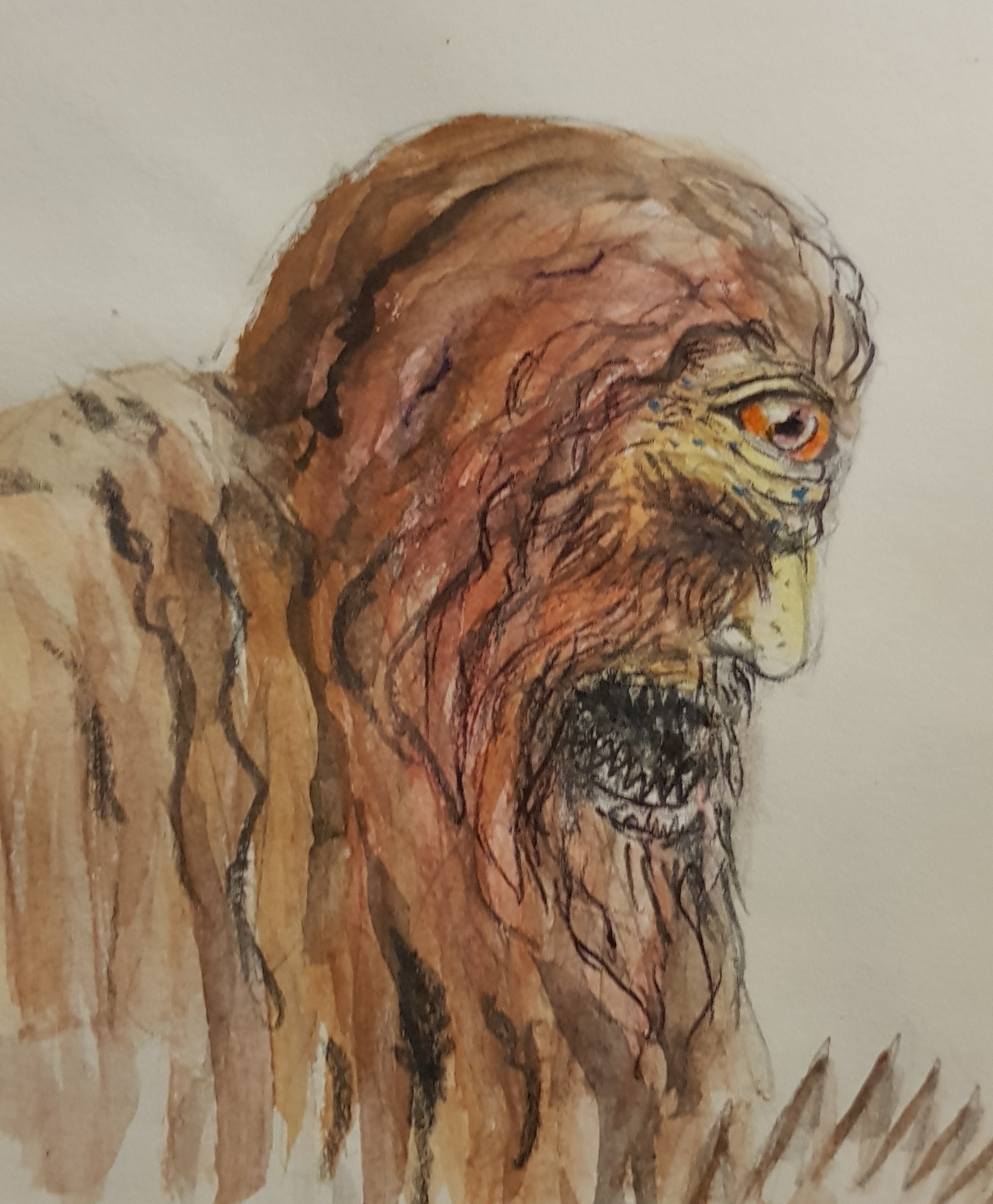
Ojáncanu, infortunio de Cantabría

Este gigante antropomorfo posee un aspecto descomunal, con un único ojo similar a un cíclope, su voz es grave y profunda como un trueno. Todo su enorme cuerpo está cubierto por un pelo áspero y rojizo proveniente de la espesa melena y la barba, de donde le crece un pelo blanco, el único punto débil del ojáncanu. Suele tener diez dedos en cada mano y en cada pie, y dos hileras de dientes. Si se le consigue arrancar el pelo blanco tras cegarle el único ojo que tiene en su frente, muere.
Por otro lado la tradición dice que tienen mucho miedo a los sapos voladores y a las lechuzas. Cuando un sapo volador toca al ojáncanu este muere si no consigue una hoja verde de avellano untada en sangre de raposo.
Los ojáncanos se alimentan de bellotas, de las hojas de los acebos y de los animales y panojos de maíz que roban. Pero también come murciélagos y aves como las golondrinas, además de los tallos de las moreras, y suele hurtar a los pescadores las truchas y las anguilas.
Entre las maldades que la mitología cántabra atribuye a este ogro está el de derribar árboles, cegar fuentes, robar ovejas, raptar a jóvenes pastoras, destruir puentes, matar gallinas y vacas, abrir simas y barrancos, arrastrar peñas hasta las camberas y brañas donde pasta el ganado, romper las tejas, robar imágenes en las iglesias y dejar bojonas (con cuernos defectuosos) a las vacas. Además, siembra entre los lugareños el rencor, la soberbia, la envidia y el hurto. A los recién nacidos se les protegía para que no fuesen raptados por ellos con ungüentos de agua bendita.
Paralelamente existen versiones que cuentan la existencia de ojáncanos bondadosos, nacido uno cada cien años, a los que se les podía incluso acariciar y ellos agradecidos avisaban de la llegada de los ojáncanos malos.
Este monstruo es considerado el ser más popular de la mitología de Cantabria.
El programa infantil de  TVE "Los lunnis de leyenda" le dedica una canción.

## Obras literarias
- COTERA, Gustavo. Mitología de Cantabria. Ed. Tantín, Santander (1998).
- LLANO, Manuel. Mitos y leyendas de Cantabria. ADIC (1982).